# San Juan del Río
San Juan del Río – miasto w środkowym Meksyku, na obszarze Mesy Centralnej, na wysokości 1920 metrów, w stanie Querétaro, siedziba władz gminy San Juan del Río. W 2005 roku liczyło 141 483 mieszkańców. Zostało założone w 1531.